# The White Plague
The White Plague (slovensko: Bela kuga) je znanstvenofantastični roman ameriškega pisatelja Franka Herberta, ki je prvič izšel leta 1982 pri založbi G.P. Putnam's Sons. Sodi med manj znana Herbertova dela.
Roman je bil leta 1983 nominiran za nagrado Locus, vendar jo je tisto leto prejel Isaac Asimov za roman Foundation's Edge.

## Zgodba
Zgodba spremlja molekularnega biologa Johna Roeja O'Neilla, ki pride z družino na Irsko. Nekega dne se v mestu zgodi bombni napad Irske republikanske armade, ki po naključju ubije njegovo ženo in hči. Zaradi skrajne žalosti njegov um razpade, razvije multiplo osebnost in se popolnoma osredotoči na en sam cilj - maščevanje. Vse svoje prihranke porabi za nakup laboratorijske opreme in v tajnosti z genetskim inženirstvom razvije smrtonosno bolezen, ki ubija samo ženske, moški pa delujejo le kot prenašalci. Nato jo izpusti na Irskem (ker je država dajala zavetje teroristom), v Angliji (ker zatira Irce in jim daje povod za terorizem) ter Libiji (ker so omenjeni teroristi tam trenirali). Hkrati na vlade svetovnih držav naslovi zahtevo, da pošljejo vse državljane teh treh držav nazaj domov in pustijo kugi naj opravi svoje delo da bodo vsi doživeli enako izgubo kot on.
Bela kuga (tako jo poimenujejo po izpuščajih, podobnih tistim pri kugi, le bele barve; »bela kuga« je sicer arhaičen izraz za tuberkulozo) se prične zelo uspešno širiti in povzroča 100% smrtnost pri ženskah. V paniki se države zatečejo h drastičnim ukrepom - območja, kjer je sum okužbe, »sterilizirajo« z ognjem in eksplozivom; Rim je denimo uničen z jedrskim orožjem, Boston požgejo do tal, Afriko, ki jo smatrajo za popolnoma izgubljeno, pa izolirajo s kobaltovim prahom. Kmalu ostanejo le manjše skupnosti, ki so po naključju ušle okužbi, a se njihovo število hitro manjša.
O'Neill se, še vedno neodkrit, vrne na Irsko da bi opazoval odvijanje svojega načrta. Predpostavlja, da ga tam ne bodo prepoznali, zato bo lahko ponudil svoje znanje molekularne biologije in sabotiral poskuse iskanja cepiva. Vendar pa Irci posumijo, da je to on in na poti do laboratorija v kraju Killaloe se mu pridružijo duhovnik, deček, ki je od smrti svoje matere nem, in Joseph Herity, član IRE, ki je sprožil tisto usodno bombo. Njihov cilj je potrditi O'Neillovo identiteto; upajo, da ga bodo razkril Herity s prikritim izpraševanjem, ali pa se bo iz sočutja do dečka izpovedal duhovniku.
Med potovanjem (večino poti morajo prehoditi) opazujejo, kako se je družba spremenila; centralne oblasti ni več, namesto tega se lokalni banditi proglasijo za kralje in vladajo po zakonu močnejšega. Drugi se zatečejo h keltskemu poganstvu v upanju na čudež, vsi pa krčevito branijo preživele ženske. Vsesplošen obup in strah pred prihodnostjo vpliva tudi na glavne junake. Končno se nekega dne O'Neill ponovno zave samega sebe. Od groze ob svoji izgubi in ker se zave posledic svojih dejanj ponovno znori, tokrat kričoč steče v divjino. Njegovi spremljevalci ga iz sočutja prepustijo gotovi smrti, saj so se med potovanjem kljub vsemu zbližali, vedo pa tudi da je odkritje zdravila blizu. Nedolgo zatem je zdravilo proti beli kugi dejansko nared, zgodba pa se konča z opisovanjem radikalno spremenjene družbe, kakršna bo morala prebresti nastalo katastrofo.